# Żeromski (herb szlachecki)
Żeromski – polski herb szlachecki znany z jedynego wizerunku pieczętnego. Nie należy mylić go z kaszubskim herbem szlacheckim o takiej samej nazwie.

## Opis herbu
Opis z wykorzystaniem zasad blazonowania, zaproponowanych przez Alfreda Znamierowskiego:
W polu trzy gałązki, może laurowe, nad nimi krzyż kawalerski, barwy nieznane.
Klejnot: nieznany.

## Najwcześniejsze wzmianki
Pieczęć z 1565, J. Żeromskiego.

## Herbowni
Herb ten był herbem własnym, więc przysługiwał tylko jednemu rodowi herbownych:
Żeromski.